# Friedrich von Hellwald

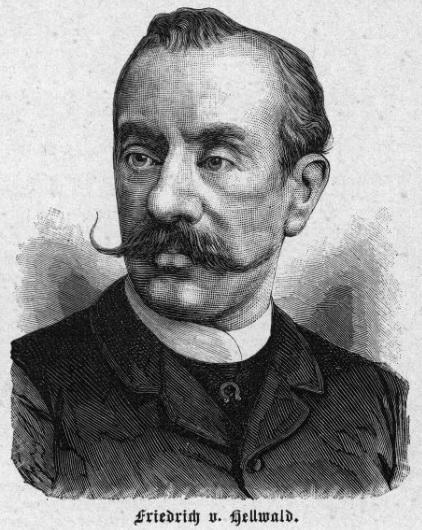
Friedrich von Hellwald

Friedrich Anton Heller von Hellwald (Padua, 29 maart 1842 - Cannstatt, 1 november 1892) was een Oostenrijkse cultuurhistoricus.
Hij was een zoon van de Oostenrijkse militaire geschiedschrijver Friedrich Jakob Heller. Op zijn 16e jaar werd Friedrich Anton cadet, maar ondanks mooie vooruitzichten verliet hij het leger al in 1864 om zich te wijden aan de studie. In Wenen werd hij redacteur van een militair tijdschrift, een baan die zijn vader ook had gehad. In 1872 verhuisde Von Hellwald naar Stuttgart, waar hij een aanstelling kreeg als hoofdredacteur van het kwaliteitsweekblad Das Ausland, maar als fanatiek aanhanger van Darwins als zeer controversieel beschouwde evolutietheorie kreeg hij conflicten op het werk en moest hij in 1882 zijn functie neerleggen.
Von Hellwald werd daarna bekend door enkele beschrijvingen van zijn reizen in Azië, maar vooral door zijn breed opgezette overzichtswerken van landen en volken, waarbij hij zich vooral uitdrukte als antropoloog. Als compromisloos sociaal darwinist stelde hij zich op het standpunt dat er volkeren waren die als gevolg van de survival of the fittest van de aardbodem zouden verdwijnen. Voorbeelden waren volgens hem de volkeren die het onderspit delfden in hun confrontatie met de oprukkende superieure blanke beschaving, zoals de oorspronkelijke bewoners van Noord-Amerika, zuidelijk Afrika, Australië en Nieuw-Zeeland. Als ze niet langzamerhand uitstierven, zouden ze zeker worden uitgeroeid. Het was volgens Von Hellwald niet anders.
Zijn extreme raciale standpunt stond evenwel de populariteit van zijn werken niet in de weg, ze beleefden herdruk op herdruk en werden in andere talen vertaald, ook in het Nederlands. Friedrich von Hellwald stierf op 50-jarige leeftijd in Canstatt bij Stuttgart.